# 뮤즈 (밴드)
뮤즈(Muse)는 1994년에 결성된 잉글랜드의 록 밴드이다. 데뷔 앨범 Showbiz가 나왔을 때 일부 평론가들은 뮤즈의 분위기와 매슈 벨러미의 보컬이 라디오헤드의 톰 요크와 매우 흡사하다고 하여 라디오헤드의 아류라는 오명을 입기도 했다.
2006년 뮤즈가 Black Holes and Revelations 4집을 발매했다. 발매된 지 일주일 만에 10만 장 이상이 영국 내에 팔리고 Black Holes and Revelations가 영국 차트 1위로 올랐다.
뮤즈는 2007년 NME 영국 최우수 밴드 상, 2008년 NME 최고 라이브 상을 받았다.
2009년 새 앨범 The Resistance는 발매와 동시에 영국, 프랑스, 독일, 미국, 캐나다 등 전 세계 21개국 아이튠스 차트에서 1위를 기록했으며, 영국에서 첫날 7만 장이 판매되어 그해 발매한 앨범 중 ‘첫날 판매량 1위’ 기록을 세웠다. 한국에서도 일주일 만에 1만장이 판매되어 플래티넘 기록과 함께 2009년 발매한 팝 앨범(단일) 중 최단 기간 최대 판매고를 기록하는 등 인기 돌풍을 일으켰다.
자신의 유명한 노래는 Starlight, Hysteria, Bliss, Blackout.

## 멤버
- 매슈 벨러미 - 보컬, 기타, 키보드, 월타이저 피아노, 파이프 오르간 (Origin of Symmetry-Megalomania)
- 크리스 볼첸홈(Chris Wolstenholme) - 베이스 기타, 배킹 보컬
- 도미닉 하워드(Dominic Howard) - 드럼, 타악기

## 디스코그래피

### 정규 앨범
- Showbiz (1999년)
- Origin of Symmetry (2001년)
- Absolution (2003년)
- Black Holes and Revelations (2006년)
- The Resistance (2009년)
- The 2nd Law (2012년)
- Drones (2015년)
- Simulation Theory (2018년)
- Will of the People (2022년)

### 라이브 앨범
- Hullabaloo Soundtrack (2002년)
- HAARP (2008년)
- Live At Rome Olympic Stadium (2013년)

### 컴필레이션 앨범
- Hullabaloo (2002년)

## 공연

### 대한민국
2007년 3월 7일 서울 잠실실내체육관에서 첫 내한 공연을 가졌으며, 같은 해 7월 29일 펜타포트 락 페스티벌에 헤드라이너로 나서 공연을 했다. 잠실 실내 체육관 공연시 뮤즈의 사정으로 인해 1시간 공연시간을 연기하였다.
2010년 1월 7일에는 세 번째 한국 공연을 벌였으며 이 공연은 2010 Resistance 첫 투어의 일환으로 한국에 와서 공연을 한 것이다. 같은 해 8월 1일 지산 밸리 록 페스티벌에 헤드라이너로서 공연을 하였다..
2013년 8월 17일 뮤즈는 현대카드 슈퍼콘서트 19 시티브레이크의 헤드라이너로 서 공연을 하게 된다. 여러 히트곡들로 관객들의 폭발적인 호응을 얻어내었고 특히 공연 중간에 매슈가 기타 솔로로 애국가를 연주하여 관객들의 떼창을 불러일으켰다.
2015년 뮤즈는 신규앨범 Drones 발매 기념으로 Drones World Tour를 진행 중이며 9월 30일 올림픽공원 체조경기장에서 내한공연을 선보였다.
2025년 9월 27일 인천문학경기장 주경기장에서 7번째이자 10년만의 내한공연을 펼칠 예정이다.

### 영국
2007년 6월 16일 &17일 재건축한 웸블리 경기장에서 뮤즈가 첫 공연을 하였다. 매슈 벨러미는 "가장 큰 공연을 웸블리 경기장에서 해서 기쁘다"고 인터뷰에서 말했다. 뮤즈가 웸블리 경기장에서 공연을 한 장면을 DVD & CD로 앨범을 발매하였다. 이 앨범의 이름은 《H.A.A.R.P》이다. 15만명이 운집했었다고 한다.